# Toprak Razgatlıoğlu
Toprak Razgatlıoğlu, född 16 oktober 1996 i Sakarya, är en turkisk tävlingsmotorcyklist verksam i grenen roadracing. Han tävlar sedan 2008 i världsmästerskapen i Superbike. Han blev världsmästare i Superbike säsongen 2021 och satte därmed punkt för Jonathan Reas svit med fem raka VM-titlar. Han blew även världsmästare 2024. Razgatlıoğlu tävlar med nummer 54 på motorcykeln.

## Tävlingskarriär
Razgatlıoğlu tävlade framgångsrikt i motocross som gosse innan han vid 13 års ålder började med roadracing. Han har tävlat i Red Bull Rookies Cup och vann 2015 europeiska mästerskapen i Superstock 600. De kommande två åren tävlade Razgatlıoğlu i Superstock 1000 och blev femma och tvåa i mästerskapet innan han säsongen 2018 gjorde debut i Superbike-VM för Kawasaki Puccetti Racing. Han blev bästa nykomling 2018 och vann sina första heatsegrar 2019. Till 2020 bytte Razgatlıoğlu team från Kawasaki till Yamaha.